# ジョージ・ウォレス
ジョージ・コーリー・ウォレス・ジュニア（英語: George Corley Wallace Jr.、1919年8月25日 - 1998年9月13日）は、アメリカ合衆国の政治家。アラバマ州知事を4度務め、1968年アメリカ合衆国大統領選挙での独立党の大統領候補であった。

## 生涯
1919年8月25日にアラバマ州クリオで生まれ育ち、少年時代は世界恐慌のために働きながら学び、アラバマ大学で学士号を取得して卒業後、アラバマ大学ロースクールでは法律を学び、法務博士号を取得した。アラバマ大学に入学したその年に父親が死んだため長男として一家を支えタクシー運転手などをして金を稼ぎながらボクシングチームのキャプテンを務めた。
卒業後すぐに太平洋戦争が勃発したため、海軍士官団に志願して第二次世界大戦でB-29長距離爆撃機の搭乗員として日本本土への戦略爆撃を担当し、八王子・富山・長岡・水戸などの爆撃に参加した。戦争中に大学で知り合ったラリーン・バーンズと結婚。終戦後の1948年にアラバマ州議会議員に当選し、2期4年間を過ごした。1953年から1959年までアラバマ州裁判所の判事に選出されている。
1958年に初めてのアラバマ州知事選挙に立候補する。全米黒人地位向上協会の支持を受けて比較的穏健な主張で選挙戦を戦っているが、惨敗に終わった。
2度目の州知事選挙では一転して過激な主張を繰り返し、人種隔離政策や労働者の権利拡大を強く訴え、圧倒的得票で1962年にアラバマ州知事に就任する。このときウォレスが掲げたスローガンは「今ここで人種隔離を！明日も人種隔離を！永遠に人種隔離を！」（I say segregation now, segregation tomorrow, segregation forever.）という人種差別主義的なものであった。
1963年には2人の黒人学生であるジェームズ・フッドとヴィヴィアン・マローンのアラバマ大学の入学を阻止するために、自ら大学の門の前に立ちはだかった。これに対してジョン・F・ケネディ大統領は黒人学生を保護するために州兵を派遣するとともに、司法副長官のニコラス・カッツェンバックを特使として派遣し、2人の入学を認めるよう求める大統領布告を読み上げて認めさせた。尚この事件の際、交渉に当たったロバート・ケネディから「それでもあなたはアメリカの市民か！」と一喝された。

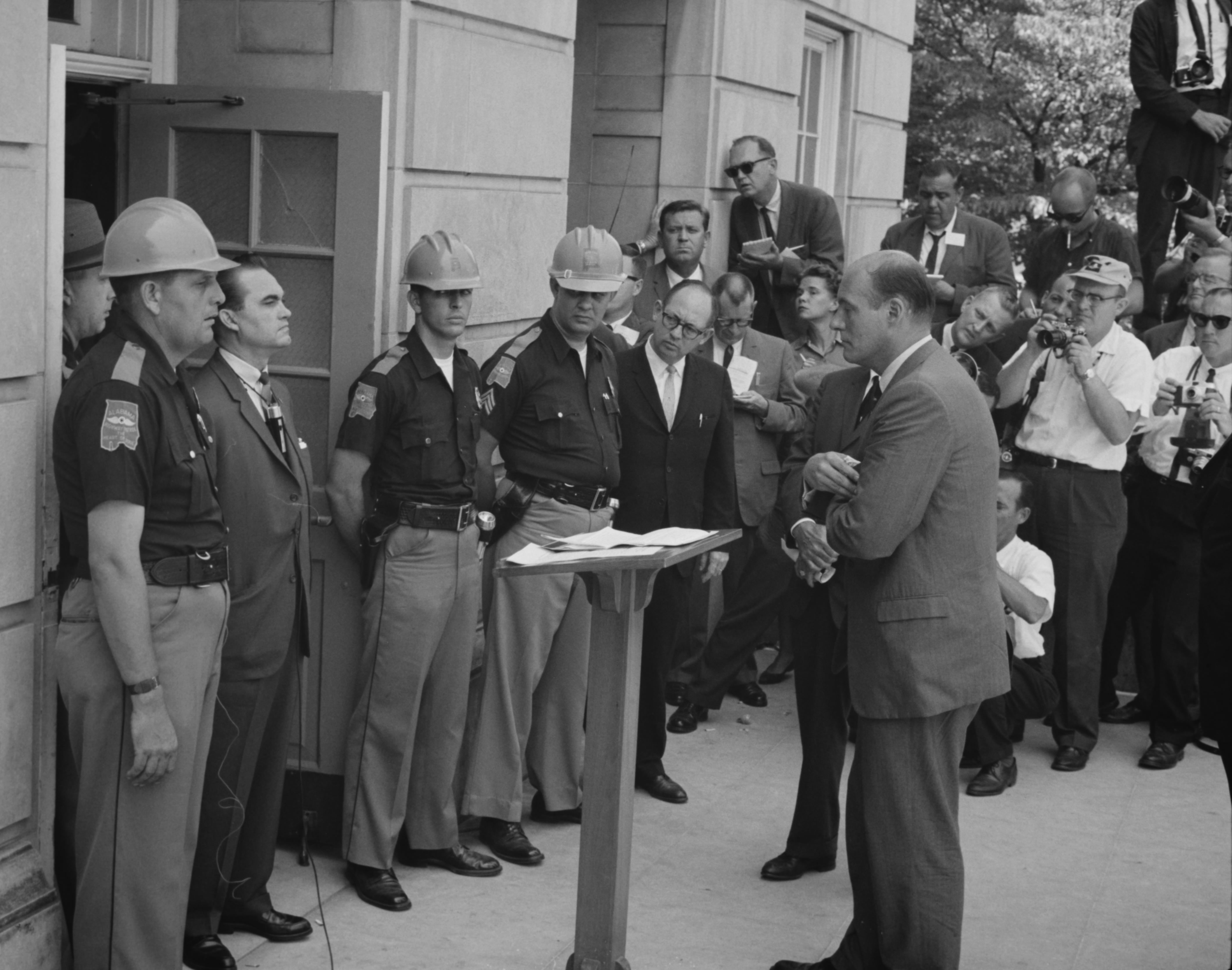
扉の前に立ちはだかるウォレス（左から2番目）に対して大統領布告を読み上げるカッツェンバック

1964年に民主党の大統領候補者の指名争いに参戦したが敗退する。1965年にアラバマ州セルマから始まったキング牧師率いる公民権運動のデモ行進「セルマ大行進」に対して、あらゆる手段を使ってデモを停止させると宣言。州兵が催涙ガスなどを発射し65人が負傷する惨事となる「血の日曜日事件」を引き起こした。
州知事の再選が禁じられているために1966年の州知事選挙では妻を身代わり候補に立てて当選させ、実質的な州知事としてそのまま残った。しかし、まもなく妻は癌で死去した。
1968年に前アラバマ州知事だったウォレスはケネディ、リンドン・ジョンソンの2代に渡る民主党政権が推進してきた人種隔離廃止政策に反対し、公民権運動に不快感を持つ南部の白人層の代表としてアメリカ独立党から大統領選挙に出馬した。この党は1948年アメリカ合衆国大統領選挙にストロム・サーモンドを擁立した州権民主党の流れを汲むもので、人種隔離政策の継続と公民権問題に関する連邦政府の介入排除を訴えていた。なお、サーモンドはこの時には既に転向しており、ウォレスに批判的な態度を取っていた。
副大統領候補には第二次世界大戦で日本本土無差別爆撃を指導した元空軍参謀総長のカーチス・ルメイが据えられ、ベトナム戦争での強硬政策を主張した。その支持は南部を超えてアメリカ中に広がった。それまで民主党支持者だったはずの北部の都市部ブルーカラー労働者や白人移民らが同調し、その苦しい生活の中から小口献金をウォレスに送った。ウォレスの選挙戦はそのような小口献金の積み重ねに支えられていた。
選挙の結果、アラバマ州・アーカンソー州・ジョージア州・ミシシッピ州・ルイジアナ州でトップを取り、46人の選挙人を獲得した。なお得票数の上では2位になった民主党候補のヒューバート・H・ハンフリーの票とウォレスの票を合算すると、当選した共和党のリチャード・ニクソンの票を上回るという計算になった。
その後ウォレスは1970年にアラバマ州知事に復帰し、1972年の大統領選挙では民主党予備選挙に立候補するが、予備選の遊説中の5月15日にメリーランド州ローレルのショッピング・センターに立ち寄り、支持者に囲まれる時にアーサー・ブレマーに銃撃され、下半身不随となり民主党の指名も取れずに敗退した。ブレマーの犯行動機は政治的な理由は無く、有名人なら誰でも良かったとの事であった。
しかしアラバマ州知事には1974年に再選し、1976年民主党大統領予備選挙にも立候補したが、また敗退。1978年1月には2番目の妻のコーネリアスとの離婚、健康状態も悪化したことから上院議員選の出馬を断念した。1982年の州知事選挙では今までの誤りを認めたため黒人からも投票され再選した。知事に就任後は公約通り黒人を州政府に登用した。こうして4期16年に渡って知事職を務めた。
晩年はウォレスは親族から敬遠されるなどしたが、パーキンソン病を患い銃撃の後遺症による車椅子での闘病生活を送っていた。キリスト教の信仰に目覚めたこと、軽蔑していた黒人が手を差し伸べてくれたことなどから1995年、ウォレスは自身が命じたことで起きた血の日曜日事件の記念式典に病をおして出席、知事時代の人種隔離政策が誤っていたことを謝罪し、黒人指導者達と手を取り合った。ウォレスは1998年、モンゴメリーで79歳で病死した。

## 評価
アメリカでは偏狭な人種差別主義者であるか、二大政党制にこだわらず草の根の民意を反映することに尽くした人物であるかという2つに評価は分かれている。ウォレスの差別主義的な数々の行為は、公民権運動に拍車を掛けたが、一方で公民権運動の恩恵を受けない白人ブルーカラー層や農業従事者、連邦政府の施策に不満を持つ貧困層などに強力に支持された。

## 登場作品
- 1994年の映画『フォレスト・ガンプ/一期一会』ではアラバマ大学に立ちはだかる本人のアーカイブ映像に、主演のトム・ハンクスを合成している。先述の銃撃事件の映像も使用され、ハンクス演じるガンプから事件が語られる。
- 1997年にテレビ映画『ジョージ・ウォレス/アラバマの反逆者（英語版）』がジョン・フランケンハイマー監督、ゲイリー・シニーズ主演で制作され、エミー賞主演男優賞（テレビ映画、ミニ・シリーズ部門）を受賞した。
- 2017年、『NHKドキュメンタリー』「カラーでよみがえるアメリカ 1960年代」において、記録映像がカラー化された。